# Telonemia
Telonemia es un grupo de protistas microscópicos y unicelulares de importancia evolutiva por ser un posible grupo transicional entre las especies heterotrófas y fotosintéticas del supergrupo SAR. A pesar de haber sido estudiados principalmente en entornos marinos, también han sido encontrados en agua dulce. Junto con el supergrupo SAR forman el clado Tsar.
Las especies de Telonemia son predadoras, alimentánse de una amplia gama de bacterias y de pico- y nano-fitoplancton. La utilización de PCR (reacción en cadena de la polimerasa) revela una diversidad en muestras medioambientales mucho mayor que la obtenida con los métodos anteriores. Se encuentran globalmente distribuidos en aguas marinas y es frecuente localizar su información genética almacenada previamente en genotecas. El origen evolutivo de Telonemia ha sido inferido a través de la reconstrucción filogenética tanto de secuencias cultivadas como medioambientales. A pesar de que sólo dos especies han sido descritas formalmente, las secuencias de ADN recogidas de aguas marinas sugieren que quedan muchas más por descubrir.